# Тей (культура)
Культура Тей — археологическая культура европейского бронзового века. Название её происходит от озера Тей («Липового озера») в Бухаресте, где ныне располагается одноимённый городской квартал (en:Tei, Bucharest), и было обнаружено археологическое поселение данной культуры. Синоним: Бухарестская культура.

## Происхождение
Культура Тей возникла на субстрате шнекенбергской культуры, при участии южных элементов балканского или причерноморского происхождения, пришедших со степных территорий через Добруджу. Заметны в ней также традиции культуры Фолтешты II, которые, по-видимому, выжили в среде шнекенбергской культуры.

## Хронология и область распространения
Культура Тей существовала с фазы A2 по фазу D бронзового века по хронологии Пауля Райнеке. Таким образом, она охватывала период 1950—1200 гг. до н. э. и подразделяется, в свою очередь, на пять этапов.
Наивысшая концентрация поселений данной культуры обнаружена в среднем и нижнем течениях рек Колентина, Дымбовица и Арджеш, вплоть до их впадения в Дунай, а также над Дунаем на участке от Джурджу до Олтеницы. Кроме того, культура включала также территории между южными Карпатами, Дунаем и Олтом. Небольшое количество поселений обнаружено также на севере в районе Брашова, а отдельные находки известны также на территории Болгарии.

## Поселения
Поселения культуры Тей довольно многочисленны. Они располагались главным образом на речных террасах над заливными террасами.

## Погребальный обряд
Для культуры Тей характерно практически полное отсутствие погребений. Аналогичное явление известно для вербичоарской культуры. Вероятнее всего, существовал обряд уничтожения тел, не оставлявший археологических следов.

## Инвентарь
Среди керамических изделий встречаются крупные амфоры с выступающими шейками, переходящими в ручки и украшенные полосами с отверстиями (углублениями) или горизонтальными рядами углублений, а также миски, кубки и горшки. На стадиях IV и V появляются типичные для культуры Ноуа двуухие сосуды с выпуклостями на вершинах ушек. В орнаменте преобладает штампованный, на стадиях II и III криволинейный, с волнистыми линиями, штрихованными треугольниками, ромбами, зигзагами, а также орнамент в виде волют. Изредка появляются каннелюры. Кроме того, среди глиняных изделий имелись антропоморфные фигурки, модели повозок, пряслица и ткацкие гирьки.
В состав инвентаря входят металлические изделия, такие, как ножи, топоры и шпильки из бронзы. Среди шпилек встречаются пасторальные, с концом, завитым в ушко и кипрского типа.
Найдено большое количество каменных изделий, таких, как топоры и наконечники булав. Также часто встречаются изделия из кости и рога.

## Исчезновение
Культура Тей исчезла на стадии D бронзового века под влиянияем распространения культуры Ноуа или же родственной ей культуры Кослоджень.